# Bambusa wenchouensis
Bambusa wenchouensis är en gräsart som först beskrevs av Tai Hui Wen, och fick sitt nu gällande namn av Keng f. och Q.F.Zheng, Y.M.Lin. Bambusa wenchouensis ingår i släktet Bambusa och familjen gräs. Inga underarter finns listade i Catalogue of Life.